# Via Cecilia

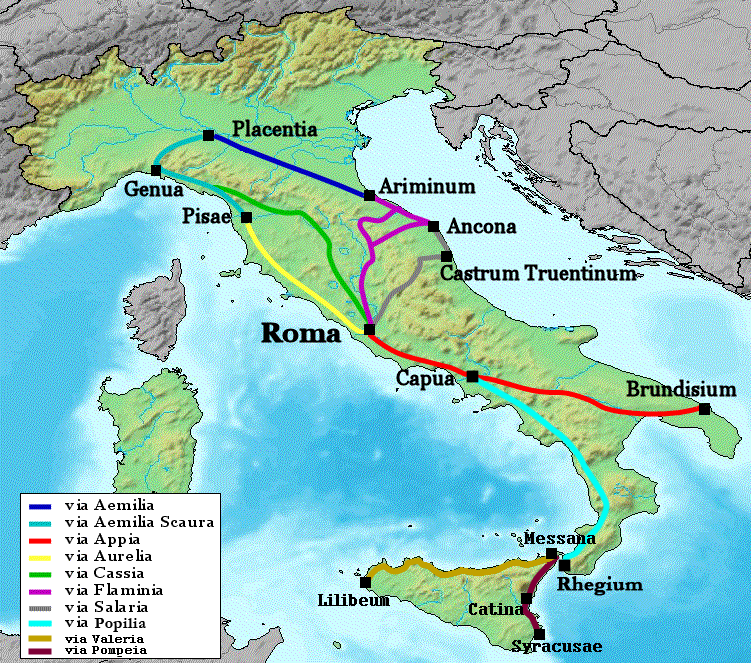
Drogi rzymskie w Italii.

Via Caecilia – droga rzymska będąca odgałęzieniem Via Salaria, od której odchodziła na 56 kilometrze od Rzymu. Biegła przez Amiternum (obecnie San Vittorino), prawdopodobnie przez Interamna Praetuttiorum Teramo i Atri do Adriatyku. Brzeg morza osiągała w Castrum Novum (Giulianova), po przebyciu 243 km z Rzymu. Prawdopodobnie została zbudowana przez konsula z 117 p.n.e. Luciusza Cecyliusza Metellusa Diadematusa.